# Koki Noriega
Fabián Koki Noriega Brito (Sapchá, 20 de enero de 1985) es un contador y político peruano, actual gobernador regional de Áncash para el período 2023-2026. Fue alcalde del distrito de Acochaca entre 2015 y 2018.

## Formación
Nació en el centro poblado de Sapchá, distrito de Acochaca, provincia de Asunción, en la región Áncash. Es sobrino de Julio Noriega Bernuy, catedrático especialista en literatura quechua.
Estudió en el colegio integrado Javier Heraud Pérez de Acochaca y en 2002 ingresó a la carrera de contabilidad de la Universidad Nacional Santiago Antúnez de Mayolo, donde se desempeñó como líder estudiantil. Egresó de dicha casa de estudios como bachiller en contabilidad, en el año 2007. Tiene una maestría en Políticas Públicas y Gestión Pública expedida por la Universidad Católica del Perú en 2020.

## Alcaldía de Acochaca
Accedió al sillón municipal del distrito de Acochaca en 2015 renunciando a este cargo en abril de 2018 con la finalidad de preparar su postulación al gobierno regional.

## Gobernador de Áncash
En las elecciones municipales y regionales de 2018, postuló al gobierno regional de Áncash por el movimiento regional MANPE quedando en tercer lugar con 62 mil votos y obteniendo 4 curules en el consejo regional de Áncash.
En 2022, siendo líder fundador del Movimiento Regional AGUA, postuló nuevamente a la gobernatura, obteniendo la elección con 167.802 votos (35.07 %) frente a los 104.167 (21.77 %) de su contendor Enrique Ocrospoma.
Inició su gobierno anunciando a Walter Sandoval Baltazar, profesional del grupo de gerentes públicos del organismo SERVIR, quien asumió la Gerencia General y como asesora externa, a la exgobernadora de Arequipa, Yamila Osorio.

### Presidente de Asamblea Nacional de Gobernadores del Perú
En febrero de 2025, la Asamblea Nacional de Gobiernos Regionales (ANGR), conformado por los 19 gobernadores regionales del Perú, eligió a Koki Noriega Brito, como el nuevo presidente. El presidente juramentó con su consejo directivo conformado por Ciro Castillo Rojo, gobernador regional del Callao, quien desempeñará el cargo de vicepresidente. Por su parte, el gobernador regional de Huánuco, Antonio Pulgar Lucas fue nombrado secretario de la Asamblea; mientras que la gobernadora de Moquegua Gilia Gutierrez Ayala, el gobernador de Pasco Juan Luis Chombo Heredia, el gobernador regional de Tumbes Segismundo Cruces Ordinola y el gobernador regional de Apurímac Percy Godoy Medina, desempeñarán el cargo de directores.